# Naismith Memorial Basketball Hall of Fame
Koordinaten: 42° 5′ 37,6″ N, 72° 35′ 5,3″ W

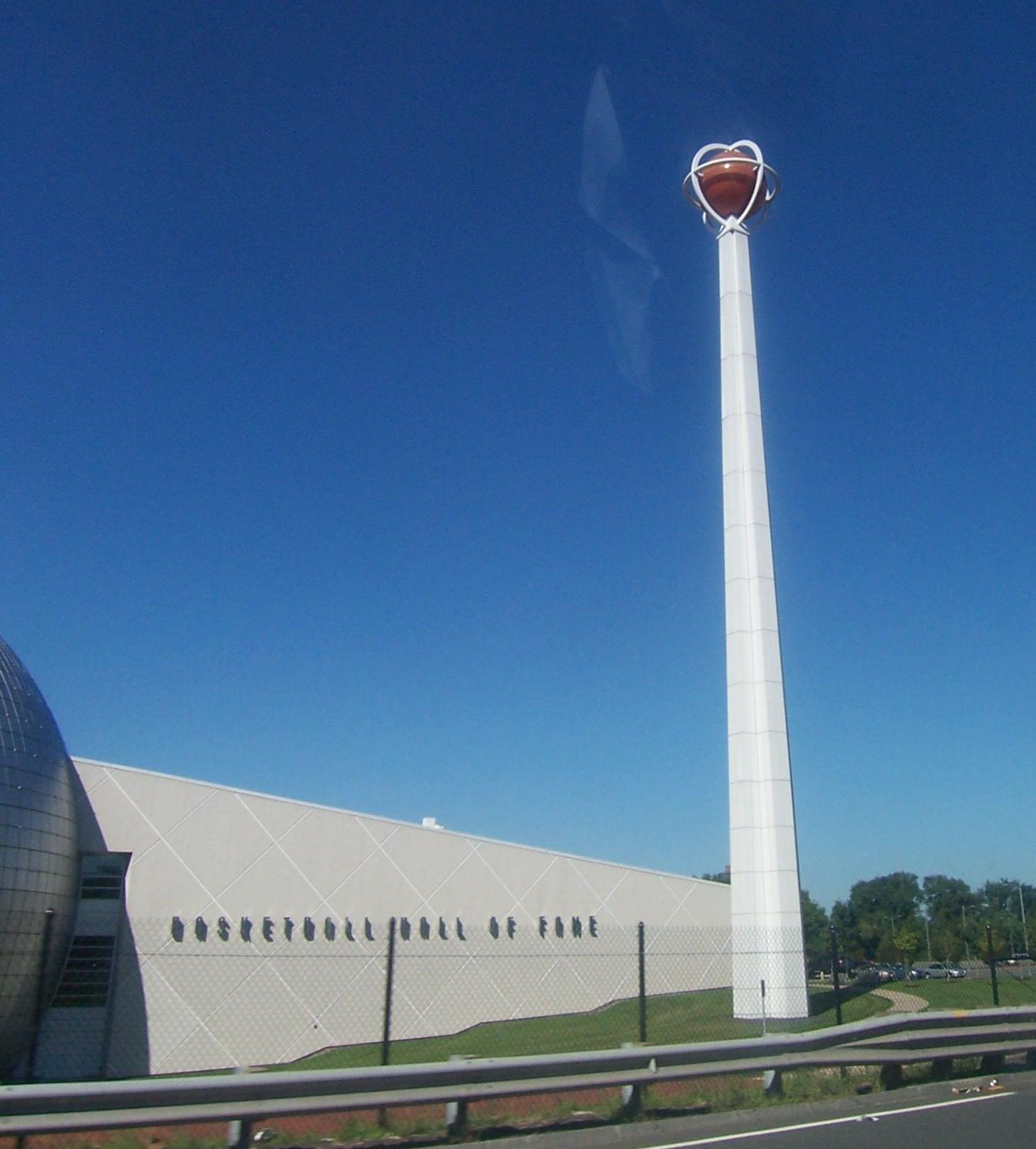
Naismith Memorial Basketball Hall of Fame in Springfield, Massachusetts

Die Naismith Memorial Hall of Fame ist die bekannteste Ruhmeshalle des Basketballs. In ihr werden Spieler, Coaches, Schiedsrichter und Förderer des Sports sowie ausgewählte Mannschaften für außerordentliche Leistungen geehrt. Derzeit sind 460 Einzelpersonen und 13 Teams Mitglieder der Ruhmeshalle. Die Aufnahme erfolgt mit Ausnahme von Förderern, für die keine Sperrfrist besteht, frühestens im dritten Jahr nach Beendigung der aktiven Karriere, bei Schiedsrichtern alternativ auch nach 25 Jahren Berufsausübung im 26. Jahr der Karriere und bei Coaches frühestens im vierten Jahr nach Beendigung der aktiven Karriere, alternativ auch nach 25 Jahren Berufsausübung im 26. Jahr der Karriere nach Erreichen des sechzigsten Lebensjahres.
Die Hall of Fame liegt in Springfield, Massachusetts. Sie wurde 1959 eingeweiht und nach dem kanadischen Arzt und Pädagogen James Naismith benannt, der als Erfinder des Basketballs gilt.

## Organisation

### Vorstand
Die Leitung der Naismith Memorial Basketball Hall of Fame obliegt einem Vorstand von derzeit 24 Mitgliedern. Vorsitzender des Vorstandes ist derzeit John L. Doleva (Stand: 2020).
Aufgabe des Vorstandes ist es, öffentliches Bewusstsein für den Sport Basketball und dessen Geschichte zu schaffen. Auf der Verwaltungsebene überwacht der Vorstand das operative Geschäft der Hall of Fame sowie den Auswahlprozess zukünftiger Mitglieder. Der Auswahlprozess selbst wird jedoch durch zwei Prüfungsausschüsse gesteuert.

### Auswahlprozess
Bis zum 31. Oktober muss ein vollständig ausgefüllter Nominierungsantrag beim Vorstandsvorsitzenden und beim Präsidenten der Hall of Fame eingegangen sein. Alle Kandidaten, die die Wahlvoraussetzungen erfüllen, werden den entsprechenden Prüfungsausschüssen vorgelegt. Diese Kandidaten werden in der Regel zum Jahrestag der historischen Vorstellung des Basketballspiels am 21. Dezember bekanntgegeben.
Insgesamt zwei Prüfungsausschüsse werden vom Vorstand der Hall of Fame einberufen, um jedes Jahr eine Auswahl von Kandidaten zu treffen, die anschließend den so genannten Ehrenkomitees der Hall of Fame zur endgültigen Entscheidung präsentiert werden, zum einen das North American Screening Committee mit neun stimmberechtigten Mitgliedern und zum anderen das Women’s Screening Committee mit sieben stimmberechtigten Mitgliedern. Beide können bis zu zehn und bis zu vier Nominierungen benennen und benötigen dafür mindestens sieben und fünf Stimmen des jeweiligen Ausschusses.
Der Verwaltungsausschuss (Board of Trustees) prüft sodann, ob die Nominierten das Basketballspiel in seiner Integrität beschädigt haben mögen. Sofern dies nicht zutrifft, legt der Verwaltungsausschuss die Finalisten den beiden Ehrenkomitees, North American und Women’s, vor. Diese Finalisten werden normalerweise während des NBA All-Star Weekends bekannt gegeben.
Finalisten benötigen jeweils 18 von 24 Stimmen zur Aufnahme in die Hall of Fame. Wird ein Finalist fünfmal in Folge nicht gewählt, erhält er eine fünfjährige Sperre. Mitglieder dieser Ausschüsse werden von der Hall of Fame nicht bekannt gegeben. Sämtliche Gremien arbeiten traditionell anonym. Ihnen gehören verdiente Hall of Famers, Funktionäre, Medienvertreter und Experten an.
Darüber hinaus existieren seit 2011 vier Auswahlkomitees, deren Kreis 2019 um ein Veteranenkomitee der Damen erweitert wurde und die aus sämtlichen Nominierten je einen direkt wählen durften, bis auf das Förderer-Komitee, dem zwei Selektionen erlaubt waren. Die Komitees sind:
- Early African-American Pioneers of the Game Committee
- International Game Committee
- Veterans Committee (Rücktritt vor 35 oder mehr Jahren)
- Women’s Veterans Committee (Rücktritt vor 35 oder mehr Jahren)
- Contributors Committee (2 Selektionen)

Von 2011 bis 2015 existierte außerdem ein Direktwahlkomitee für Spieler der American Basketball Association. Seit 2024 unterliegen die Kandidaten beider Veteranen-Komitees, des internationalen und des Förderer-Komitees wieder dem allgemeinen Auswahlprozess.
Der schlussendliche Aufnahmejahrgang der Naismith Memorial Basketball Hall of Fame wird am Wochenende des NCAA Final Four bekannt gegeben.